# 中村雅哉
中村雅哉（日语：中村 雅哉，1925年12月24日—2017年1月22日）是日本企業家、南梦宫（Namco）创始人。在中村的带领下，南梦宫从起初的游乐设施厂商，成长为20世纪70至80年代在日本僅次於任天堂和世嘉，成為第三大电子游戏开发公司。中村主张扩大街机部门，促成了一批名作，其中岩谷彻的《吃豆人》（1980年）最为有名，中村也因此获得“吃豆人之父”之名。
中村雅哉于2002年从南梦宫CEO退休，担任名誉顾问；3年后，南梦宫和萬代（Bandai）合并为万代南梦宫控股。日本政府於2007年颁发给中村“旭日小绶章”，表彰他對日本业界的贡献。
中村雅哉於2017年1月22日凌晨過世，享耆壽91歲。